# فولتيرا
فولتيرا (بالإيطالية: Volterra)‏ هي مدينة إيطالية قديمة أسسها الإتروسكان في القرن السابع قبل الميلاد، تبعد حوالي 50كم عن مدينة بيزا، تقع في إقليم توسكانا، بلغ عدد سكانها عام 2011م 11,042 نسمة.

## السكان
في سنة 1861 بلغ عدد السكان 11٬967 نسمة، وتطور العدد ليصل في سنة 2011 لـ 10٬689 نسمة.
يظهر هذا المخطط البياني تطور النمو السكاني لـ فولتيرا

## توأمة
لفولتيرا اتفاقيات توأمة مع كل من:
- بروخزال
- فونزيدل
- ماند منذ (1993 - )
- بوجدور

## أعلام
- لينوس

## أنظر أيضاُ
- مستشفى فولتيرا للأمراض النفسية